# Hoplia viridula
Hoplia viridula är en skalbaggsart som beskrevs av Brenske 1899. Hoplia viridula ingår i släktet Hoplia och familjen Melolonthidae. Utöver nominatformen finns också underarten H. v. gibbosa.